# 陳元欽
陳元欽（？—？），字伯安，南直隶苏州府崑山縣人。

## 生平
万历四十年（1612年）壬子科应天乡试举人，天啓五年（1625年）乙丑科進士，授漳浦知县。